# Carbonato de dietila
Carbonato de dietila, ou dietilcarbonato é um éster carbonato de ácido carbônico e etanol. Em temperatura ambiente (25 °C) o carbonato de dietila apresenta-se como um líquido claro com um baixo ponto de fulgor.

## Obtenção
O Carbonato de dietila pode ser obtido a partir da reação de dióxido de carbono e etanol, na presença de catalisador, sob pressão e temperaturas. Os supressores químicos de água também são empregados na reação de síntese do dietilcarbonato, uma vez que a água produzida no meio reacional provoca a desativação do catalisador. Esse recurso é utilizado a fim de obter uma maior quantidade de carbonato de etila.

## Aplicações
O carbonato de dietila é usado como um solvente como em injeções intramusculares de eritromicina. Pode ser usado como um componente de eletrólitos em baterias de lítio.
Na indústria petroquímica o carbonato de dietila pose ser empregado em lubrificantes, plastificantes e adesivos. Pode ser empregue, também, em materiais poliméricos, tecidos, pinturas, emolientes, hidratantes e perfumes. 